# Сийришбашево
Сийришба́шево (рос. Сыйрышбашево, башк. Сыйрышбаш) — село у складі Чекмагушівського району Башкортостану, Росія. Входить до складу Тузлукушевської сільської ради.
Населення — 559 осіб (2010; 601 у 2002).
Національний склад:
- татари — 81 %